# Канада на Летњим олимпијским играма 1968.
Канада је учествовала на Летњим олимпијским играма, одржаним 1968. године у Мексико Ситију Мексико, по петнаести пут у својој историји, освојивши на овим играма пет медаља, и то једну златну, три сребрне и једну бронзану.
Канада је на ове игре послала екипу спортиста која је бројала 138 чланова (110 спортиста и 28 спортисткиња) који су узели учешће у укупно 14 спортова у којима су се такмичили.
Канађани су на овим играма освојили укупно пет медаља од тога чак четири у пливачким дисциплинама и једну у коњичким спортовима. На овим играма је по први пут подигнута нова канадска застава са јаворовим листом.

### Освојене медаље на ЛОИ
| Освојене медаље канадских спортиста на ЛОИ 1968. |                                 |       |        |        |        |
| Спортиста                                        | Спорт                           | Злато | Сребро | Бронза | Укупно |
| Коњички скокови (тим)                            | Коњички скокови, екипно - мушки | 1     | 0      | 0      | 1      |
| Елен Танер                                       | Пливање 100 и 200 , жене        | 0     | 2      | 0      | 2      |
| Ралф Хатон                                       | Пливање — 400 m, мушки           | 0     | 1      | 0      | 1      |
| Пливање, штафета                                 | 4&пута;100 m, жене               | 0     | 0      | 1      | 1      |
| Укупно                                           | 2                               | 1     | 3      | 1      | 5      |